# NA-4402
La  NA-4402  es una carretera local perteneciente a la Red de Carreteras de Navarra que se inicia en PK 71,43 de N-121-B y termina en Urdazubi-Urdax. Tiene una longitud de 1,15 kilómetros.